# スパクル☆ナイト
スパクル☆ナイトは、北海道札幌で不定期に開催されているライブイベント。主催および企画制作は、AIR-G' FM北海道。

## 概要
エフエム北海道のワイド番組「Sparkle Sparkler」の番組ライブイベント。
2015年に第1回が札幌のライブハウス、Sound Lab moleで開催され、これまでに9回開催された。
番組、および番組パーソナリティの松尾亜希子が、普段から放送で応援している本当に今おすすめしたいアーティストを厳選してブッキングしており、毎回独特のラインナップで定評がある。

## 公演記録

### AIR-G' Sparkle Sparkler presents スパクル☆ナイト
- 2015年4月16日（木）Open 18:30 /Start 19:00
- 出演者：水曜日のカンパネラ、charisma.com、Negicco 　オープニングアクト：見田村千晴
  - 初開催でソールドアウト、番組オリジナルどすこい手ぬぐいを販売

### AIR-G' Sparkle Sparkler presents スパクル☆ナイト Vol.2
- 2015年11月26日（木）Open 18:30 /Start 19:00
- 出演者：DAOKO、la la larks、CICADA、岡崎体育　オープニングアクト：PARKGOLF[注釈 2]
  - トリが当時まだ無名の岡崎体育で、MCで「なんで俺がトリやねん、DAOKOだろう」と発言した。

### AIR-G' Sparkle Sparkler presents スパクル☆ナイト Vol.3
- 2016年6月11日（土）Open 17:30 /Start 18:00
- 出演者：雨のパレード、uchuu,、Shiggy Jr.、LILI LIMIT
  - 出演者のロゴ入りバンダナ、ステッカーを販売

### Sound lab mole 10th Anniversary AIR-G' presents スパクル☆ナイト Vol.4
- 2016年11月18日（金）Open 18:30 / Start 19:00
- 出演者：岡崎体育、Charisma.com、Creepy Nuts (R-指定&DJ松永)　オープニングアクト：あっこゴリラ
  - Sound lab moleの10周年を記念した回でソールドアウト。岡崎体育、Charisma.comは2度目の出演。
  - オリジナルラバーバンド、ステッカー販売

### No Maps ROCK DIVERSITY produced by スパクル☆ナイト
- 2017年10月14日（土）Open 16:30 / Start 17:00
- 出演者：グッドモーニングアメリカ、Creepy Nuts、Sultan of the Disco、パスピエ、FIVE NEW OLD、ベッド・イン
  - No MapsのサーキットイベントROCK DIVERSITY[注釈 3]の会場のひとつであったSound Lab moleをスパクルナイトがプロデュース。これを5回目としてカウント（Sparkle Sparklerの公式twitterがツイート[1]）。　
  - オリジナルラバーバンド販売

### AIR-G' Sparkle Sparkler presents スパクル☆ナイト Vol.6
- 2018年3月4日（日）Open 17:00 / Start 17:30
- 出演者：あっこゴリラ、嘘とカメレオン、オメでたい頭でなにより、吉田凜音

### No Maps ROCK DIVERSITY produced by スパクル☆ナイト
- 2018年10月13日（土）Open 16:00 / Start 16:20
- 出演者：Attractions、Animal Hospital、iri、吉澤嘉代子、クアイフ

### AIR-G' Sparkle Sparkler presents スパクル☆ナイト Vol.8
- 2019年3月22日（金）Open 18:30 / Start 19:00
- 出演者：竹内アンナ、chelmico、Lucky Kilimanjaro、レルエ　オープニングアクト：リリリップス

### AIR-G' Sparkle Sparkler presents スパクル☆ナイト Vol.9
- 2019年9月20日（金）Open 18:30 / Start 19:00
- 出演者：ニガミ17才、TENDOUJI

### スパクル☆ナイト Vol.10 〜AIR-G' Sparkle Sparkler✖️A.S.A.B〜
- 2019年11月16日（土）Open 17:00 / Start 17:30
- 出演者：土岐麻子、THE CHARM PARK

### AIR-G' Sparkle Sparkler presents スパクル☆ナイト Vol.11
- 2020年3月26日（木）27（金）Open 18:30 / Start 19:00
- 出演者：26日　秋山黄色、Attractions、さとうもか、Mom  オープニングアクト Maharajan

　　　　　  27日　eill、藤井 風、長谷川白紙、Mega Shinnosuke
　※新型コロナウイルス感染拡大防止のため中止

### AIR-G' スパクル！！ presents スパクル☆ナイト Vol.12
- 2022年3月25日（金）Open 18:30 / Start 19:00
- 出演者：水曜日のカンパネラ、マハラージャン
- 会場：ペニーレーン24

### AIR-G' スパクル！！ presents スパクル☆ナイト Vol.13
- 2023年5月28日（日）Open 16:30 / Start 17:00
- 出演者：鋭児、カメレオン・ライム・ウーピーパイ、tonun、Mega Shinnosuke
- 会場：cube garden

## 特色
- 転換時に、moleの2階にあるテラスで、MCの松尾と出演者のインタビューが行われる。下にいる客は見上げる形になるが見えない人がほとんど。
- 毎回オリジナルのグッズを販売する。番組のコーナー「松尾部屋」で松尾亜希子が「どすこい」というのにちなみ、キャラクターは力士。
- 大きな横断幕がステージ右側に飾られ、出演者のサインが入っている。岡崎体育はスパクルナイトの「ト」を「体」に書き換えた。
- Vol.11は初の2DAYS開催だったが、新型コロナウイルス感染拡大防止のため中止。代替として実施予定日の3月26日19:30-21:00にイベントタイトルと同名の特別番組を生放送。eill、さとうもか、秋山黄色、Attractionsのライブ音源と、藤井風による東京からのスタジオ生ライブを放送した。